# A Hunka Hunka Burns in Love
«A Hunka Hunka Burns in Love» (с англ. — «Бёрнс влюбился») — четвёртый эпизод тринадцатого сезона мультсериала «Симпсоны».
Премьера на телеканале Fox состоялась 2 декабря 2001 года.
Эпизод посвящён Джорджу Харрисону.

## Сюжет
Гомера наняли в китайский ресторан, чтобы писать пророчества для пирожков счастья. Одно из предсказаний гласило: «Вы обретёте истинную любовь на День независимости». Этот пирожок достался Бёрнсу. После празднования Дня независимости на собрании богатых людей и в стрип-клубе Бёрнс видит, что его машину штрафует женщина-полицейский по имени Глория. Он приглашает её на свидание.
После первого свидания Бёрнс думает о том, как будет проводить следующие свидания, но Глория уже хочет бросить его. Мимо пробегает Гомер. Бёрнс предлагает ему стать своим «юным другом», чтобы Гомер сопровождал пару на прогулках и носил Глорию с Бёрнсом по лестнице в спальню. В конце концов Бёрнс делает Глории предложение, и та соглашается. Как только Бёрнс уходит за шампанским, в кегельбан врывается Змей Джейлбёрд, чтобы ограбить его. Тут он видит свою бывшую девушку (коей является Глория) и похищает её вместе с Гомером. Когда Бёрнс находит брошенное кольцо на полу, то думает, что Глория сбежала от него вместе с Гомером.
Змей увозит Глорию и Гомера в свою лачугу. Хотя Глория говорит, что любит Бёрнса, Джейлбёрд клянется, что ради неё он изменится. Прибывают полицейские и арестовывают преступника (потому что Лиза догадалась, что Гомер не мог быть похитителем). Гомер пытается сбежать, но вместо этого он также случайно поджигает дом. В горящем здании остаётся Глория. Бёрнс решает её спасти. Но всё выходит наоборот: из горящего дома Бёрнса вытаскивает сама Глория. Глядя на Джейлбёрда, девушка решает, что преступник подходит ей больше, чем Бёрнс, и бросает его.

## Культурные отсылки
- Название эпизода — отсылка на строчку «I’m just a hunka hunka burning love» из песни Элвиса Пресли.
- Фразы мистера Бёрнса «frabjous day» и «Callooh! Callay!» — отсылка на стихотворение «Бармаглот» из «Алисы в Зазеркалье» Льюиса Кэрролла.
- Танец Бёрнса в клубе — отсылка на сцену из фильма «Рождество Чарли Брауна».
- Фраза о гигантском змее: «Они покупают их маленькими, а потом спускают в унитаз» — пародия на фильм «Аллигатор».